# Конково
Конково — деревня в Великоустюгском районе Вологодской области.
Входит в состав Парфёновского сельского поселения, с точки зрения административно-территориального деления — в Парфёновский сельсовет.
Расстояние по автодороге до районного центра Великого Устюга — 29,5 км, до центра муниципального образования Карасово — 18 км. Ближайшие населённые пункты — Слободка, Рожково, Горяево.
По переписи 2002 года население — 21 человек (12 мужчин, 9 женщин). Всё население — русские.